# Billy Atkins
William Ellis Atkins (Millport, 19 novembre 1934 – El Paso, 5 novembre 1991) è stato un giocatore di football americano statunitense che ha militato nel ruolo di defensive back e punter nella National Football League e nella American Football League (AFL).

## Carriera
Atkins al college giocò a football a Auburn Tigers, nella formazione che fu premiata come campione nazionale dall'Associated Press nel 1957. Fu scelto nel corso del quinto giro (59º assoluto) del Draft NFL 1958 dai San Francisco 49ers, con cui giocò per due stagioni. Nel 1960 passò ai neonati Buffalo Bills della AFL. L'anno seguente guidò la lega in intercetti (10), punt] calciati (85) e yard media per punt (44,5), venendo convocato per l'All-Star Game. Dopo una parentesi nella prima parte della stagione 1963 con i New York Jets, fece ritorno ai Bills. Chiuse la carriera con i Denver Broncos nel 1964.

## Palmarès
- AFL All-Star: 1

1961
- All-AFL: 1

1961